# 생존게임 247°F
《생존게임 247°F》(영어: 247°F)는 2011년 공개된 미국과 조지아의 공포 영화이다.

## 줄거리
제나는 친구 러네이의 삼촌 웨이드가 소유하고 있는 호숫가의 오두막에 놀러간다. 웨이드가 일을 보러 떠난 사이 제나와 친구들은 사우나실 안에 들어간다. 러네이의 남자친구 마이클은 대마를 한 상태에서 친구들 앞에서 러네이에게 성적 접근을 시도한다. 러네이가 거절하자 마이클은 화를 내고 나간 뒤 사우나실 밖의 물건들을 이리저리 옮기다가 부지불식간에 사우나실 문을 봉쇄시킨다. 마이클이 마약에 취해 사우나실 안에 갇힌 친구들의 위기를 눈치 채지 못한 사이에 누군가는 죽고 누군가는 살아남는다.

## 출연진
- 스카우트 테일러콤프턴 - 제나 역
- 트래비스 밴윙클 - 이언 역
- 마이클 코폰 - 마이클 역
- 크리스티나 율로아 - 러네이 역
- 타일러 메인 - 웨이드 역

## 제작진
- 조감독: 마크 로퍼
- 미술: 타마르 굴리아쉬빌리
- 분장: 야나 스토야노바
- 의상: 타마르 굴리아쉬빌리
- 배역: 딘 E. 프롱크
- 배역: 질리언 하우저
- 배역: 도널드 폴 펨릭